# Estado de emergencia de Pakistán de 2007

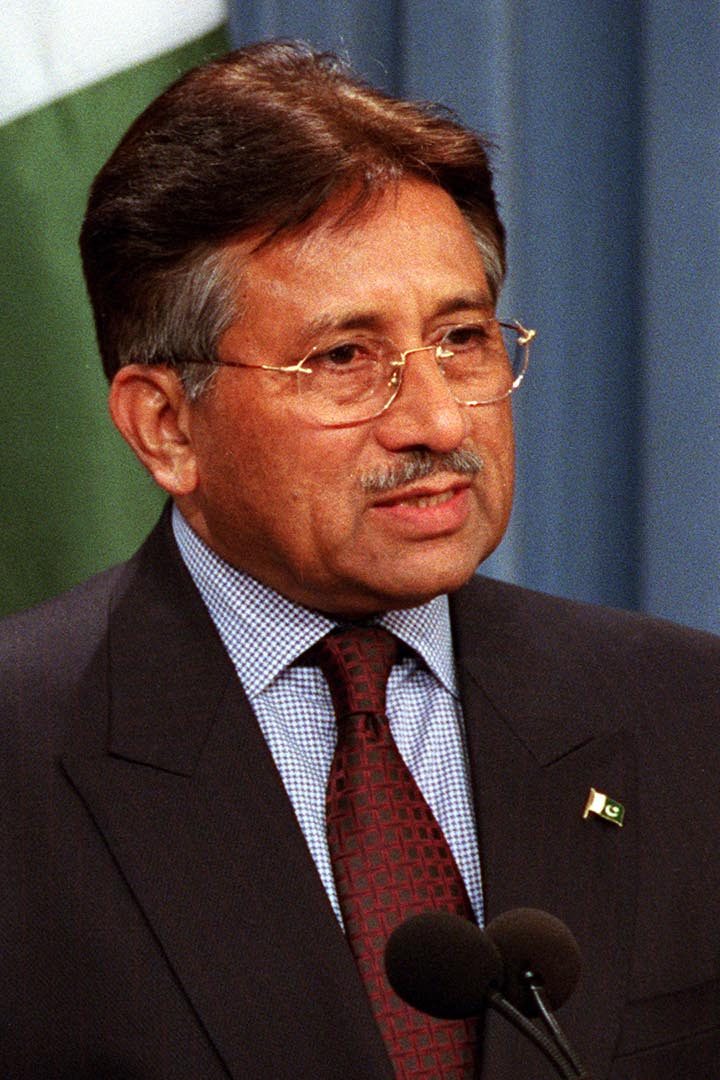
El presidente Pervez Musharraf.

El 3 de noviembre de 2007, el presidente Pervez Musharraf declaró el estado de emergencia en Pakistán suspendiendo temporalmente la constitución. Justificó la decisión porque "el sistema gubernamental del país estaba paralizado por las injerencias judiciales" y a causa del "choque entre las instituciones gubernamentales y el sistema judicial" debido a que el tribunal supremo estaba investigando la validez de su reelección como presidente de Pakistán.

## Historia
En un comunicado emitido en televisión, Musharraf afirmó que esperaba que las libertades democráticas sean restauradas tras las elecciones generales, previstas en un principio para enero de 2008. La decisión se produjo en medio del proceso del Tribunal Supremo de Pakistán que debía decidir sobre la validez de la elecciones presidenciales celebradas en octubre que dieron la victoria a Musharraf para un nuevo mandato presidencial de cinco años a pesar de ser ya jefe del ejército. Musharraf, se reunió previamente con los líderes del Gobierno para analizar la situación en el país.
El presidente el Tribunal Supremo de Pakistán, Iftikhar Chaudhry, fue detendido por el ejército junto con otros ocho magistrados que Antes del arresto declararon ilegal e inconstitucional el nuevo orden proclamado por el régimen de Pervez Musharraf. También fueron suspendidas varias cadenas al declarar Musharraf que creaban discordia y la líder del Partido Popular de Pakistán Benazir Bhutto fue arrestada domiciliarmente.
Musharraf puso fin al estado de excepción tras 42 días el 16 de diciembre de 2007.
El 27 de diciembre asesinaron a la líder de la oposición Benazir Bhutto.